# Dominick Arduin
Dominick Arduin (1961– 2004) va ser una exploradora francesa que va desaparèixer en el seu intent d'esquiar fins al Pol Nord.
En 1988, Arduin es va traslladar a Finlàndia i durant 15 anys va treballar com a guia en la Lapònia finlandesa, aconseguint la doble nacionalitat. Arduin deia sobre si mateixa que havia crescut en els Alps, que es va quedar òrfena de molt jove, que havia aconseguit recuperar-se d'un càncer i que havia estat filla única, a part d'una germana morta.
Arduin va aconseguir el Pol Nord Magnètic en la primavera de 2001. Va ser rescatada després del seu primer intent fallit d'aconseguir el Pol Nord geogràfic en 2003. La majoria dels seus dits van haver de ser amputats per congelació.
El 5 de març de 2004 Arduin va començar el seu segon intent per convertir-se en la primera dona a esquiar sola fins al Pol Nord. Va partir del Cap Arctichesky a Sibèria. Va perdre contacte després d'un dia de viatge. La cerca en helicòpter per localitzar-la va ser infructuosa, encara que es va aconseguir recuperar a un altre viatger, Frédéric Chamard-Boudet. La cerca va finalitzar el 21 de març. Probablement, Arduin va morir ofegada mentre intentava remar sobre una esquerda en el gel.